# Тимірязєвський район (Північноказахстанська область)
Тиміря́зєвський район (каз. Тимирязев ауданы, рос. Тимирязевский район) — адміністративна одиниця у складі Північноказахстанської області Казахстану. Адміністративний центр — село Тимірязєво.

## Географія
Район розміщений на південному заході області в степовій зоні. Основний тип ґрунтів — чорноземи звичайні. На території знаходиться 10 озер, їх площа становить 85,5 тис. м². Найбільше озеро Как (37,5 тис. м²) знаходиться на території Москворіцького сільського округу.

## Історія
Район утворений 2 січня 1963 року, до його складу увійшли частина Жовтневого району (Аксуатська, Доська, Інтернаціональна, Ішимська, Комсомольська, Москворіцька, Цілинна сільради), частина Прісновського району (Сєверна сільрада), а також частина Прісногірковського району (Мічурінська, Хмельницька сільради) Кустанайської області та частина Рузаєвського району (Ленінська, Мічурінська сільради) Кокчетавської області.
10 липня 1970 року село Тельмановка Ішимської сільради передано до складу Октябрської сільради Сергієвського району. 30 серпня 1971 року центр району перенесено до села Тимірязєво.
6 квітня 1978 року до складу Дмитрієвської сільради передано село Жаркен Жаркенської сільради Джамбульського району.
17 жовтня 1980 року частина району відійшла до складу новоствореного Цілинного району — Аксуатська, Білоградовська, Дзержинська, Інтернаціональна, Ішимська, Ленінська, Мічурінська сільради. 9 липня 1988 року Цілинний район був ліквідований, сільради повернуті назад до Тимірязєвського району.
8 грудня 1993 року в країні була розпочата адміністративна реформа, при якій сільради перетворені в сільські округи, міські та селищні ради — у міські та селищні адміністрації відповідно. 12 січня 1994 року адміністративні зміни відбулись в Північноказахстанській області, в Тимірязєвському районі було утворено 16 сільських округів.

## Населення
Населення — 10206 осіб (2021; 13978 у 2009, 20081 у 1999, 24646 у 1989).
Національний склад (станом на 2015 рік):
- росіяни — 5529 осіб (44,24 %)
- казахи — 4705 осіб (37,64 %)
- українці — 720 осіб
- німці — 317 осіб
- татари — 241 особа
- поляки — 64 особи
- білоруси — 215 осіб
- азербайджанці — 205 осіб
- башкири — 65 осіб
- чуваші — 57 осіб
- литовці — 48 осіб
- мордва — 32 особи
- вірмени — 22 особи
- узбеки — 8 осіб
- чеченці — 7 осіб
- інгуші — 2 особи
- інші — 262 особи

## Склад
До складу району входять 16 сільських округів:
| Поселення                         | Площа, км² | Населення, осіб (1989) | Населення, осіб (1999) | Населення, осіб (2009) | Населення, осіб (2021) | Центр         | Населені пункти |
| --------------------------------- | ---------- | ---------------------- | ---------------------- | ---------------------- | ---------------------- | ------------- | --------------- |
| Акжанський сільський округ        | 208,36     | 1041                   | 765                    | 511                    | 353                    | Акжан         | 1               |
| Аксуатський сільський округ       | 182,29     | 2321                   | 1653                   | 1099                   | 682                    | Аксуат        | 1               |
| Білоградовський сільський округ   | 230,85     | 800                    | 816                    | 442                    | 337                    | Білоградовка  | 1               |
| Дзержинський сільський округ      | 238,22     | 917                    | 675                    | 339                    | 219                    | Дзержинське   | 1               |
| Дмитрієвський сільський округ     | 321,15     | 1759                   | 1758                   | 1410                   | 752                    | Дмитрієвка    | 3               |
| Докучаєвський сільський округ     | 331,97     | 1210                   | 1039                   | 811                    | 623                    | Докучаєво     | 1               |
| Єсільський сільський округ        | 220,37     | 1083                   | 655                    | 374                    | 87                     | Єсіль         | 1               |
| Інтернаціональний сільський округ | 353,43     | 941                    | 894                    | 372                    | 266                    | Дружба        | 1               |
| Комсомольський сільський округ    | 236,39     | 1317                   | 949                    | 567                    | 419                    | Комсомольське | 1               |
| Куртайський сільський округ       | 271,24     | 1318                   | 968                    | 778                    | 519                    | Степне        | 2               |
| Ленінський сільський округ        | 366,58     | 1157                   | 941                    | 477                    | 191                    | Ленінське     | 1               |
| Мічурінський сільський округ      | 276,11     | 871                    | 725                    | 541                    | 406                    | Мічуріно      | 1               |
| Москворіцький сільський округ     | 365,95     | 1107                   | 980                    | 682                    | 517                    | Москворіцьке  | 1               |
| Тимірязєвський сільський округ    | 309,19     | 6951                   | 5765                   | 4667                   | 4202                   | Тимірязєво    | 2               |
| Хмельницький сільський округ      | 240,21     | 620                    | 868                    | 576                    | 449                    | Хмельницьке   | 1               |
| Цілинний сільський округ          | 332,51     | 1233                   | 630                    | 332                    | 184                    | Цілинне       | 1               |

## Найбільші населені пункти
Населені пункти з чисельністю населення понад 1000 осіб:
| № | Населений пункт | Населення, осіб (1989) | Населення, осіб (1999) | Населення, осіб (2009) | Населення, осіб (2021) |
| - | --------------- | ---------------------- | ---------------------- | ---------------------- | ---------------------- |
| 1 | Тимірязєво      | 6597                   | 5592                   | 4601                   | 4167                   |

## Транспорт
Дороги районного значення:
| Індекс   | Назва                            | Довжина, км |
| -------- | -------------------------------- | ----------- |
| КТTM-315 | під'їзд до села Дмитрієвка       | 0,2         |
| КТTM-316 | під'їзд до села Степне           | 0,7         |
| КТTM-317 | під'їзд до села Дружба           | 7,3         |
| КТTM-318 | під'їзд до села Акжан            | 0,2         |
| КТTM-319 | під'їзд до Сулинського елеватора | 3           |
| КТTM-320 | під'їзд до села Москворіцьке     | 5           |
| КТTM-321 | під'їзд до села Ленінське        | 18          |
| КТTM-322 | під'їзд до села Дзержинське      | 7           |
| КТTM-323 | під'їзд до села Білоградовка     | 2           |
| КТTM-324 | Октябрське — Ішимське — Аксуат   | 24          |
| КТTM-325 | під'їзд до села Хмельницьке      | 9,4         |
| КТTM-326 | під'їзд до села Комсомольське    | 1,2         |
| КТTM-327 | Дмитрієвка — Жаркен              | 20          |
| КТTM-328 | Степне — Ракитне                 | 3,4         |
| КТTM-334 | Тимірязєво — Цілинне             | 48,1        |
| КТTM-335 | Тимірязєво — Докучаєво           | 19,2        |